# 浅沼美智雄
浅沼 美智雄（あさぬま みちお、1915年11月19日 - 2001年、浅沼 美知雄〈あさぬま みちを〉とも）は、日本の政治活動家、右翼活動家。大日本愛国団体連合・時局対策協議会（時対協）最高顧問。

## 来歴
東京都八丈島出身。三宅村出身の浅沼稲次郎は遠縁に当たる。日本大学専門部を中退し、読売新聞社記者を経て、戦後、日本社会党に入り杉並区議会議員を1期務める。
1952年、社会党右派から右翼に転向した。
その後は、「屈辱憲法改正、自衛軍備確立、皇道維新断行」を唱え、1953年に防共新聞社に入社。遊説隊長、編集長、主幹を経て、1966年12月大日本愛国団体連合・時局対策協議会副議長に就任。福田素顕死後は、同会代表代理・代表。皇民評論主幹。この間、1959年の第5回参議院議員通常選挙に全国区から「浅沼美知雄」名義で立候補したが落選した。
この他、大日本愛国党参与、学生純正同盟顧問なども務めた。
1990年2月23日にはテレビ朝日の討論番組「朝まで生テレビ!　激論！日本の右翼と言論の自由と暴力！！」に出演している。同年に放送されたフジテレビのドキュメンタリー番組NONFIX「曲がり角に立つ平成の右翼」に大日本愛国党最高顧問として出演した際は、遠戚の浅沼稲次郎を暗殺した山口二矢の人柄と行動とを憧憬を以て肯定的に評価していた。
皇民評論は、浅沼が主宰していた皇道民族連盟が発行する機関紙である。
合気道4段、居合道初段、書道5段の腕前の持ち主。

## 著書
- 『この・日本共産党』（鷹書房, 1989年）
- この他、『対決』、『我が怒り、我が叫び』などがある。